# Ernst Julius Gurlt

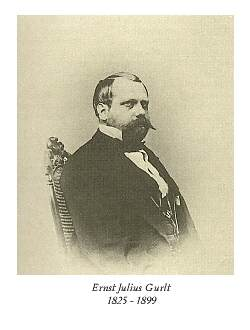
Ernst Julius Gurlt

Ernst Julius Gurlt (* 13. September 1825 in Berlin; † 8. Januar 1899 ebenda) war ein deutscher Chirurg und Medizinhistoriker.

## Leben
Ernst Gurlt war ein Sohn des Veterinärmediziners Ernst Friedrich Gurlt. Er selbst war ein Schüler von Bernhard von Langenbeck. Nach dem Medizinstudium (1844–1848) habilitierte er sich 1853 in Berlin für Chirurgie und wurde 1862 außerordentlicher Professor. Über ein Jahrzehnt war er Professor am Medicinisch-chirurgischen Friedrich-Wilhelms-Institut.
In seinem ersten Bericht zur Narkosestatistik 1891 berichtete er von 24.625 Narkosen. Sein sechster und letzter Bericht 1897 gibt Auskunft über die Jahre 1895/96 (29.526 Narkosen) und 1896/97 (32.009 Narkosen). Unter anderem fragte er nach „uebelen Zufällen bei und nach den Narkosen“ (Asphyxien und Todesfällen). Die Statistiken waren eine der ersten Maßnahmen zur Qualitätssicherung und führten zu häufigerer Verwendung von Äther anstatt Chloroform.
Seine dreibändige Geschichte der Chirurgie und ihrer Ausübung von 1898 ist im Wesentlichen auf eine „reine Inhaltsanalyse einzelner Werke“ beschränkt. An dem Buch arbeitete er 15 Jahre. Zudem verfasste er auch Beiträge für die Allgemeine Deutsche Biographie. Mit Bernhard von Langenbeck und Theodor Billroth redigierte er das Archiv für Klinische Chirurgie, die nachmaligen Langenbeck’s Archives of Surgery.
Gurlt starb als Geheimer Medizinalrat am 8. Januar 1899 an einer Grippepneumonie.

## Schriften
- Preussische Pharmakopöe. Berlin 1847
- Beiträge zur vergleichenden pathologischen Anatomie der Gelenkkrankheiten. Berlin 1853
- Handbuch der Lehre von den Knochenbrüchen. 2 Bände. Meidinger Sohn & Co., Berlin 1862–1864. Digitalisat: Band 1
- Leitfaden für Operationsübungen am Kadaver und deren Verwerthung beim lebenden Menschen. (1862).
- Zur Geschichte der internationalen und freiwilligen Krankenpflege im Krieg. (1873).
- Die Kriegschirurgie der letzten 150 Jahre in Preußen. Rede am 2. August 1875. Hirschwald, Berlin 1875.
- Die Gelenk-Resectionen nach Schussverletzungen. (1879).
- Michael Jäger. In: Allgemeine Deutsche Biographie. Band 13, 1881, S. 654–657.
- mit Albrecht Wernich und August
Hirsch: Biographisches Lexikon der hervorragenden Ärzte aller Zeiten und Völker. Urban & Schwarzenberg, Wien 1884–1888. Online: Band 2 (1884)
- Geschichte der Chirurgie und ihrer Ausübung. Volkschirurgie – Altertum – Mittelalter – Renaissance. 3 Bände. Hirschwald, Berlin 1898; Neudruck Olms, Hildesheim 1964; Digitalisat: Band 1; Band 2; Band 3
- Beiträge zu Albert Eulenburgs Real-Encyclopädie der gesammten Heilkunde. Erste Auflage.
  - Band 1 (1880) (Digitalisat), S. 248–271: Amputation, Exarticulation
  - Band 4 (1880) (Digitalisat), S. 473–475: Ellenbeuge; S. 475–494: Ellenbogengelenk
  - Band 5 (1881) (Digitalisat), S. 295–308: Finger; S. 421–451: Fussgelenk, Fuss (exclusive Zehen)
  - Band 6 (1881) (Digitalisat), S. 260–281: Handgelenk; S. 596–633: Hüftgelenk
  - Band 7 (1881) (Digitalisat), S. 477–515: Knie; S. 546–622: Krankenpflege; S. 657–684: Künstliche Glieder
  - Band 9 (1881) (Digitalisat), S. 683–692: Oberarm; S. 692–705: Oberkiefer
  - Band 10 (1882) (Digitalisat), S. 3–18: Oberschenkel
  - Band 11 (1882) (Digitalisat), S. 17–22: Polypanarthritis; S. 431–447: Resectionen
  - Band 12 (1882) (Digitalisat), S. 135–143: Schenkelbeuge; S. 183–193: Schlüsselbein; S. 299–307: Schulterblatt; S. 307–333: Schultergelenk
  - Band 14 (1883) (Digitalisat), S. 187–202: Unterkiefer; S. 203–219: Unterschenkel
  - Band 15 (1883) (Digitalisat), S. 62–72: Zehen; S. 128–143 (Nachträge): Becken
- Zweite Auflage.
  - Band 2 (1885) (Digitalisat), S. 28–33: Arthritis deformans